# عزوز قرة
عزوز قرة (بالفرنسية: Azzouz Kara)‏ هو لاعب كرة قدم فرنسي في مركز الوسط، ولد في 5 يوليو 1976 في مارتيج في فرنسا. لعب مع نادي تولون ونادي كاسي كارنو ونادي مارتيغ.